# الدونا
الدونا (به انگلیسی: Aldona) یک منطقهٔ مسکونی در هند است که در گوا واقع شده‌است.

## خصوصیات
الدونا ۶٬۳۲۰ نفر جمعیت دارد و ۱۹ متر بالاتر از سطح دریا واقع شده‌است.